# Thuyền buồm tại Đại hội Thể thao Đông Nam Á 1987
Thuyền buồm tại Đại hội Thể thao Đông Nam Á năm 1987 diễn ra từ ngày 15 đến ngày 18 tháng 9 năm 1987 tại Ancol Sports Complex, Jakarta, Indonesia. Chương trình thi đấu bao gồm nhiều nội dung chuyên nghiệp thuộc hai phân môn chính: đua thuyền buồm và lướt ván buồm. Đoàn Thái Lan thống trị môn thuyền buồm với 5 tấm huy chương vàng, đoàn chủ nhà Indonesia xếp ở vị trí thứ hai khi giành được 4 huy chương vàng.

## Tóm tắt kết quả

### Nam

#### Đua thuyền buồm
| Nội dung          | Vàng               | Bạc         | Đồng        |
| ----------------- | ------------------ | ----------- | ----------- |
| Trick Elimination | Rahardjo Priambodo | William Teo | Devy Tulong |

#### Lướt ván buồm
| Nội dung         | Vàng                                       | Bạc                             | Đồng                               |
| ---------------- | ------------------------------------------ | ------------------------------- | ---------------------------------- |
| 470              | Siew Shaw Her Joe Chan                     | Panasarn Hasdin Kevin Whitcraft | Chu Say Ng Khaw Seng Khoon         |
| Enterprise       | Sujatmiko Suprapto Ujang Supriatna         | Mohd Khairuddin Aman Tulos      | Vinai Vongtim Oaychai Choompuvises |
| Laser            | T. Santi                                   | Puasa Slamat                    | S. Benny                           |
| Optimist         | Dipo Subagyo                               | Tosaporn Painupong              | Elya Dato Shariff                  |
| Cadet            | Damrongsak Vongtim Biranubonges Bhanubanhd | Joko Suprapto Kusdiana Adi      | Cho Tae Wei Paul Khor              |
| Sailboards       | Somchai Imsap                              | Miki Sampelan                   | Lorgan Wong                        |
| Sailboards Div 2 | Panyawan Leksaard                          | Abdul Malik Faisal              | Yeap Leong Soon                    |
| Mistral SST      | Anan Hohsuwan                              | Kelly Chan                      | Richard Paz                        |

### Nữ

#### Đua thuyền buồm
| Nội dung          | Vàng                 | Bạc            | Đồng              |
| ----------------- | -------------------- | -------------- | ----------------- |
| Trick Elimination | Baiq Herawati Aisyah | Nunik Nurdiaty | Baiq Yolanda Sari |

## Bảng huy chương
| Hạng               | Đoàn               | Vàng | Bạc | Đồng | Tổng số |
| ------------------ | ------------------ | ---- | --- | ---- | ------- |
| 1                  | Thái Lan (THA)     | 5    | 3   | 2    | 10      |
| 2                  | Indonesia (INA)    | 4    | 4   | 1    | 9       |
| 3                  | Singapore (SIN)    | 2    | 1   | 3    | 6       |
| 4                  | Malaysia (MAS)     | 0    | 3   | 4    | 7       |
| 5                  | Philippines (PHI)  | 0    | 0   | 1    | 1       |
| Tổng số (5 đơn vị) | Tổng số (5 đơn vị) | 11   | 11  | 11   | 33      |